# Iroko (entreprise)
 (février 2024).
L'article doit être relu — et modifié si nécessaire — par des contributeurs indépendants pour apporter un regard critique aux contributions effectuées en violation des conditions d'utilisation de Wikipédia, tant sur la forme (notamment concernant le style encyclopédique, la proportionnalité) que sur le fond (la neutralité de point de vue, la qualité et l'indépendance des sources).
(Politique pour les contributions rémunérées | Comprendre le dépubage | En discuter)
 (juillet 2025).
Motif : absence de sources secondaires de qualité, indépendantes pérennes et centrées sur l'entreprise. Le style promotionnel laisse à penser que la page est le lieu d'une campagne de promotion
- Archive Wikiwix
- Bing
- Cairn
- DuckDuckGo
- E. Universalis
- Gallica
- Google
- G. Books
- G. News
- G. Scholar
- Persée
- Qwant
- (zh) Baidu
- (ru) Yandex
- (wd) trouver des œuvres sur Wikidata

| 1. | Préciser le motif de la pose du bandeau. | Précisez le motif de la pose du bandeau en utilisant la syntaxe suivante : {{admissibilité à vérifier\|date=juillet 2025\|motif=remplacez ce texte par le motif}}                       |
| 2. | Informer les utilisateurs concernés.     | Pensez à avertir le créateur de l'article, par exemple, en insérant le code ci-dessous sur sa page de discussion : {{subst:avertissement admissibilité à vérifier\|Iroko (entreprise)}} |

Iroko est une jeune start-up française fondée en 2019. Elle opère dans le domaine de la fintech et est spécialisée dans l'offre de produits d'épargne immobilière. Agréée par l'Autorité des Marchés Financiers (AMF) comme société de gestion, Iroko propose deux produits: la SCPI Iroko Zen, et la SCI Iroko Next,,. En février 2021, Iroko lève 3 millions d'euros auprès d'Idinvest, HEC Ventures, LO Capital, et quelques business angels,.

## Iroko Zen
Lancée en novembre 2020, Iroko Zen est une SCPI (Société Civile de Placement Immobilier) d'entreprise. Une SCPI d'entreprise permet aux particuliers de rassembler leur épargne pour investir dans de l'immobilier d'entreprise, tout en déléguant la gestion locative. Chaque mois les épargnants reçoivent leur quote-part de loyer, en fonction du montant investi. En 2021, Iroko Zen arrive en tête du classement des SCPI avec un taux de distribution de 7,10%, selon l'IEIF (Institut de l'Epargne Immobilière et Foncière). En 2022, elle arrive en deuxième position du classement des SCPI à capital variable, avec un taux de distribution de 7,04%.

## Iroko Next
En juin 2022, Iroko lance son deuxième produit d'épargne immobilière: la SCI Iroko Next, éligible aux contrats d’assurance-vie sous forme d’unité de compte (UC) immobilière. A la différence d'Iroko Zen, Iroko Next permet donc de placer son épargne dans la "pierre-papier" à travers une assurance-vie.

## Engagement Sociétal
Iroko Zen obtient le label ISR (Investissement Socialement Responsable) en mai 2021. La SCI Iroko Next, quant à elle, rejoint l'association FAIR (Financer, Accompagner, Impacter, Rassembler) dès sa création.